# The Hardbop Grandpop
The Hardbop Grandpop – album studyjny amerykańskiego pianisty jazzowego Horace’a Silvera, wydany z numerem katalogowym IMPD-192 (Stany Zjednoczone) oraz IMP 11922 (Europa) w 1996 roku przez Impulse! Records.

## Powstanie
Materiał na płytę został zarejestrowany w dniach 29 lutego i 1 marca 1996 roku w The Power Station w Nowym Jorku.

## Lista utworów
Opracowano na podstawie materiału źródłowego.
| Nr  | Tytuł utworu                    | Muzyka        | Długość |
| --- | ------------------------------- | ------------- | ------- |
| 1.  | „I Want You”                    | Horace Silver | 5:15    |
| 2.  | „The Hippest Cat in Hollywood”  | Silver        | 6:43    |
| 3.  | „Gratitude”                     | Silver        | 5:38    |
| 4.  | „Hawkin’”                       | Silver        | 6:17    |
| 5.  | „I Got the Blues in Santa Cruz” | Silver        | 8:05    |
| 6.  | „We’ve Got Silver at Six”       | Silver        | 7:05    |
| 7.  | „The Hardbop Grandpop”          | Silver        | 5:20    |
| 8.  | „The Lady from Johannesburg”    | Silver        | 6:02    |
| 9.  | „Serenade to a Teakettle”       | Silver        | 6:24    |
| 10. | „Diggin’ on Dexter”             | Silver        | 5:40    |
|     |                                 |               | 1:02:29 |

## Twórcy
Opracowano na podstawie materiału źródłowego.
Muzycy:
- Horace Silver – fortepian
- Claudio Roditi – trąbka, skrzydłówka
- Steve Turre – puzon
- Michael Brecker – saksofon tenorowy
- Ronnie Cuber – saksofon barytonowy
- Ron Carter – kontrabas
- Lewis Nash – perkusja

Produkcja:
- Horace Silver – produkcja muzyczna
- Tommy LiPuma – produkcja wykonawcza
- Joe Ferla – inżynieria dźwięku
- Jason Claiborne – projekt okładki
- Rocky Schenck – fotografia na okładce